# Sheriff Hutton Castle

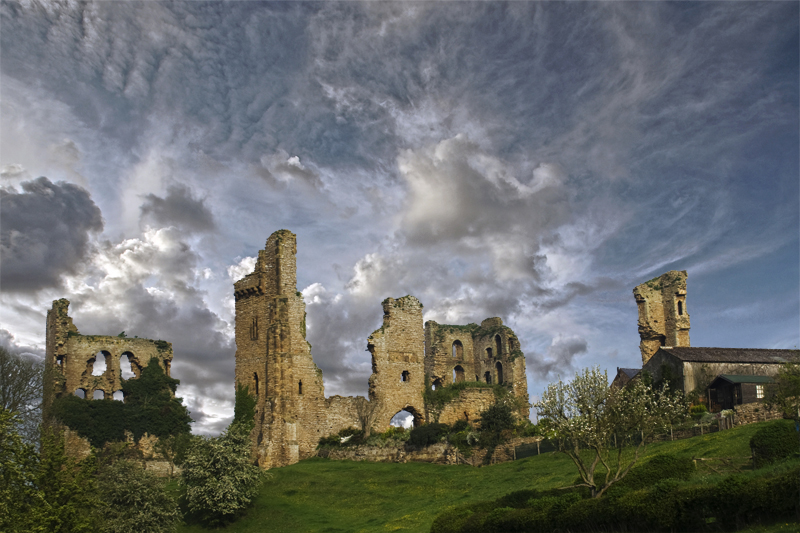
Die Ruine von Sheriff Hutton Castle

Sheriff Hutton Castle ist die Ruine einer Kastellburg  im Dorf Sheriff Hutton im englischen Verwaltungsbezirk North Yorkshire.

## Geschichte
Die ursprüngliche Motte, deren Überreste man heute noch südlich des Kirchhofs sehen kann, wurde auf Geheiß von Bertram  de Bulmer, Sheriff von York in der Regierungszeit von König Stephan (1135–1154) errichtet.
Eine steinerne Burg ließ dann John Neville, 3. Baron Neville de Raby, Ende des 14. Jahrhunderts am Westrand des Dorfes errichten. Im Jahre 1377 erhielt John Neville dann die Erlaubnis, jeden Montag einen Markt und zusätzlich einmal jährlich am Vorabend des Festes der Erhöhung des Heiligen Kreuzes (14. September) ein Volksfest auszurichten. Das Recht auf Befestigung seiner Burg (englisch license to crenellate) gewährte ihm König Richard II. 1382. Es ist allerdings nicht bekannt, ob die Bauarbeiten bereits vor diesem Datum begannen. Der Bau wird John Llewyn zugeschrieben, der 1378 auch das nahegelegene Bolton Castle baute. Gründe für die Zuschreibung sind die stilistische Ähnlichkeit sowie Dokumente. Nach dem Tod von John Neville fiel die Burg an seinen Sohn  Ralph, den ersten Earl of Westmorland. Nach Ralphs Tod 1425 wurden die Ländereien der Nevilles aufgeteilt. Ralph de Neville der Jüngere erbte den Titel sowie die Ländereien in Durham, und Richard Neville, 16. Earl of Warwick, später bekannt als „Warwick, der Königsmacher“ erbte die Ländereien in Yorkshire, einschließlich Sheriff Hutton Castle.
Nach dem Tod Richard Nevilles 1471 bei der Schlacht von Barnet fielen seine Ländereien an Richard, Duke of Gloucester, den Bruder von König Eduard IV. Richard weilte während seiner Zeit als Lord of the North oft auf der Burg. Die Nähe zur Stadt York machte dies für ihn angenehm.
Mitte Oktober 1480 befand sich Richard auf Sheriff Hutton Castle, als er vom Earl of Northumberland darüber informiert wurde, dass die Schotten versuchen würden, Vergeltung für die Überfälle, die Richard über die Grenze geführt hatten, zu üben. Lord Northumberland schrieb an die Stadtverwaltung von York und befahl ihr, bewaffnete Truppen bereitzustellen. Die Männer von York sandten einen Alderman zu Richard auf Sheriff Hutton Castle und fragten ihn um Rat.

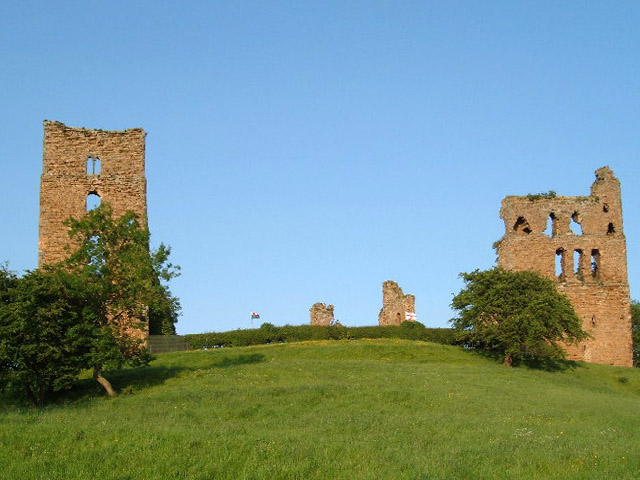
Sheriff Hutton Castle

1484 richtete Richard einen königlichen Haushalt für den jungen Edward, den Earl of Warwick und Sohn von George of Clarence, und für John, Earl of Lincoln, ein. Im Juli 1484 gründete Richard das Council of the North mit seinen Hauptquartieren auf Sheriff Hutton Castle und Sandal Castle. Den Council of the North gab es 150 Jahre lang. 1485, als Richard auf den Einfall Henry Tudors in Nottingham wartete, sandte er seine Nichte Elisabeth von York, ihre Schwestern und die Earls von Warwick und Lincoln, sowie Lord Morley und John of Gloucester, auf die Burg.
Die Burg kam in das Eigentum von König Heinrich VII., und 1525 schenkte sie dessen Nachfolger Heinrich VIII. seinem außerehelichen Sohn, Henry Fitzroy, 1. Duke of Richmond and Somerset und Lord Warden of the Marches. Eine Quelle aus dieser Zeit beschreibt die Burg als reparaturbedürftig.
Nach Henry Fitzroys Tod ließ Thomas Howard, der zweite Duke of Norfolk, die Burg 1537 reparieren, aber nach dem Umzug des Council of the North nach York Mitte des 16. Jahrhunderts verfiel die Burg weiter. Eine weitere Wiederherstellungskampagne unternahm Henry Hastings, 3. Earl of Huntingdon, im Jahr 1572. Der Earl hoffte, dass der Präsident des Council of the North auf der Burg residieren würde und beschrieb sie als „olde Castell aamoste ruinated“ (deutsch alte, fast ruinierte Burg). 1618 wurde Sheriff Hutton Castle erneut als ruinös beschrieben.
1622 kaufte sie die Familie Ingram und nutzte sie als Steinbruch zum Bau des nahegelegenen Sheriff Hutton House. Die Burg verblieb bis zum Beginn des 20. Jahrhunderts im Eigentum der Familie Ingram. Dann diente sie als Lager für einen Bauernhof. In den 1950er-Jahren wurde sie zum Scheduled Monument erklärt, und English Heritage nahm später einige Reparaturen vor. Heute ist die Burg wieder in privater Hand.

## Beschreibung
Die Kastellburg hat einen quadratischen Grundriss mit vier rechteckigen Ecktürmen, die durch Gebäudeflügel verbunden sind und einen Burghof einschließen. Die Nord- und Westseite sind gerade, während die Ost- und Südseite stumpfwinklige, nach außen zeigende Knicke in der Mitte aufweisen. Der Eingang liegt auf der Ostseite und ist durch ein Torhaus geschützt.
Heute sind nur noch Teile der Türme in ihrer ursprünglichen Höhe erhalten, die Gebäudeflügel und die Kurtine sind größtenteils verschwunden. Es gab neben dem Innenhof auch noch einen mittleren und einen äußeren Hof, die aber heute vom angrenzenden Bauernhof eingenommen werden.
English Heritage hat Sheriff Hutton Castle als historisches Gebäude des Grades II* gelistet. Die Burg gilt als international wichtiges Denkmal.